# Søren Lerby
Søren Lerby (* 1. Februar 1958 in Kopenhagen) ist ein ehemaliger dänischer Fußballspieler und -trainer. Er ist als Spielervermittler aktiv.

## Spielerkarriere

### Vereine
In der Jugend spielte Lerby für B 1903 Kopenhagen, Taastrup IK und Fremad Amager. Bei letztgenanntem Verein – noch im Alter von 17 Jahren bereits in der 1. Division spielend – verpflichtete ihn der niederländische Erstligist Ajax Amsterdam zur Saison 1975/76. Am 11. April 1976 (27. Spieltag) debütierte er beim 4:1-Sieg im Heimspiel gegen die Go Ahead Eagles Deventer in der Eredivisie. Während der Vereinszugehörigkeit gewann er fünf Meisterschaften und zwei Mal den Pokal.
Zur Saison 1983/84 verpflichtete ihn der FC Bayern München, bei dem er den zum Ende der Vorsaison zurückgetretenen Paul Breitner ersetzen sollte. In seiner ersten Spielzeit bei den Bayern brachte Lerby keine ansprechende Leistung. Der seinerzeitige Trainer Udo Lattek hatte keine Verwendung für ihn, jedoch fand sich kein Verein, der Lerby zu verpflichten bereit war. Im zweiten Jahr steigerte er seine Leistungen und blieb letztendlich eine weitere Spielzeit in München und gewann in dieser Zeit je zweimal die Meisterschaft und den DFB-Pokal.
Nach drei Jahren in Deutschland wechselte Lerby zum französischen Erstligisten AS Monaco, für den er allerdings nur eine Saison lang in der Division 1 spielte.
Die letzten beiden Jahre seiner aktiven Profikarriere absolvierte er beim niederländischen Erstligisten PSV Eindhoven, mit dem er in dieser Zeit je zweimal die Meisterschaft und den nationalen Vereinspokal sowie einmal den Europapokal der Landesmeister gewann.

### Nationalmannschaft
Lerby debütierte im Trikot der Nationalmannschaft, als er mit der U-17-Auswahl am 27. Oktober 1973 in Hobro mit 2:0 gegen die Auswahl Norwegens gewann. Für die U-19-Auswahl kam er erstmals am 30. April 1974 in Holbæk bei der 0:2-Niederlage gegen die Auswahl Schwedens zum Einsatz; sein erstes Länderspieltor gelang ihm am 24. September 1975 in Tamby bei der 2:4-Niederlage gegen die Auswahl Schwedens. Für die U-21-Nationalmannschaft spielte er dreimal, erstmals am 28. Oktober 1976 beim 2:0-Sieg über die Auswahl Schwedens in Kopenhagen, letztmals am 20. September 1977 bei der 0:1-Niederlage gegen die Auswahl Polens in Novi Sad.
Am 24. Mai 1978 – während der Zeit bei Ajax Amsterdam – kam er im EM-Qualifikationsspiel, beim 3:3-Unentschieden gegen die Auswahl Irlands, erstmals in der A-Nationalmannschaft zum Einsatz. Lerby nahm 1984 an der Europameisterschaft und 1986 an der Weltmeisterschaft teil, bestritt in beiden Turnieren alle Spiele seiner Mannschaft, in dem ihm im jeweiligen Turnierverlauf ein Tor gelang. An der Europameisterschaft 1988 nahm er ebenfalls teil, wurde aber nur in zwei Spielen eingesetzt. Lerby beendete seine Karriere als Nationalspieler am 15. November 1989 nach der 1:3-Niederlage im WM-Qualifikationsspiel gegen die Auswahl Rumäniens.

## Trainer und Spielervermittler
Er kehrte noch einmal zum deutschen Fußball zurück, als er am 9. Oktober 1991 zum 13. Bundesligaspieltag als Nachfolger von Jupp Heynckes den Trainerposten bei seinem ehemaligen Verein FC Bayern München übernahm und diesen bis zum 10. März 1992 innehatte. Erich Ribbeck folgte ihm nach. Mit einer Bilanz von 4 Siegen, 5 Unentschieden und 6 Niederlagen ist Lerby der einzige Cheftrainer des FC Bayern mit negativer Bilanz in der Bundesligageschichte. Besonders beeindruckte die 2:6-Niederlage in der zweiten Runde des UEFA Cup bei B 1903 Kopenhagen im Oktober 1991.
Nach diesem einmaligen Trainerengagement wurde Lerby Spielervermittler.

## Erfolge
- Niederländischer Meister 1976/77, 1978/79, 1979/80, 1981/82, 1982/83 (mit Ajax Amsterdam), 1987/88, 1988/89 (mit der PSV Eindhoven)
- KNVB-Pokal-Sieger 1978/79, 1982/83 (mit Ajax Amsterdam), 1987/88, 1988/89 (mit der PSV Eindhoven)
- Deutscher Meister 1984/85, 1985/86 (mit dem FC Bayern München)
- DFB-Pokal-Sieger 1984, 1985/86 (mit dem FC Bayern München)
- Europapokalsieger der Landesmeister: 1987/88 (mit der PSV Eindhoven)
- Torschützenkönig im Europapokal der Landesmeister: 1979/80

## Auszeichnungen
- Torschütze des Monats August 1984[1]
- Einstufung als Weltklasse in der Rangliste des deutschen Fußballs Sommer 1986

## Sonstiges
Am 13. November 1985 bestritt er innerhalb eines Tages sowohl ein Spiel für die dänische Nationalmannschaft als auch eines für den FC Bayern München. Erst kam er nachmittags in der entscheidenden Qualifikationspartie für die WM 1986 gegen die Auswahl Irlands in Dublin zum Einsatz, wenige Stunden später dann im Achtelfinale des DFB-Pokals beim VfL Bochum.
1983 heiratete Lerby die niederländische Sängerin und Fernsehschauspielerin Willeke Alberti. Aus dieser Ehe gibt es einen gemeinsamen Sohn. Sie trennten sich 1996. Lerby ist in zweiter Ehe verheiratet und Vater zweier Söhne und einer Tochter. Er lebt im niederländischen Laren.